# Трегубов, Виктор Николаевич
Виктор Николаевич Трегубов (13 апреля 1965, Шахты, Ростовская область, РСФСР, СССР) — советский и российский тяжелоатлет, чемпион Олимпийских игр во 2-м полутяжёлом весе (1992), чемпион мира (1993). Заслуженный мастер спорта СССР (1992). Представлял спортивное общество «Динамо».
Окончил Краснодарский государственный институт физической культуры.

## Биография
С 7 октября 1977 г. начал заниматься в секции тяжёлой атлетики при Шахтинском дворце спорта у тренера Николая Андреевича Рябова.
В 1978 г. стал тренироваться под руководством заслуженного тренера России Дорохина Виктора Калистратовича.
В 1982 г. выполнил норматив мастера спорта СССР и стал чемпионом СССР среди юношей в категории 90 кг в г. Орджоникидзе.
В 1983 г. — серебряный призёр турнира «Дружба» среди юношей в г. Пазарджик (Болгария).
В 1984 г., 1986 г. — победитель турнира «Црвена Звезда» г. Белград (Югославия).
В 1986 г. выполнил норматив мастера спорта СССР международного класса и стал бронзовым призёром Спартакиады народов СССР, получив приглашение войти в состав сборной СССР от главного тренера команды Д. А. Ригерта.
В 1987 г. — бронзовый призёр чемпионата Европы г. Мейсен (Франция).
В 1988 г. — абсолютный чемпион РСФСР г. Курган.
В 1989 г. — чемпион РСФСР (г. Калинин), чемпион СССР в отдельных упражнениях (г. Москва).
В 1990 г. — победитель спортивных игр в г. Рийхимяки (Финляндия).
В 1991 г. — победитель турнира «Кубок Дружбы» (г. Орёл), серебряный призёр чемпионата Европы (г. Владыславово, Польша).
В 1992 году на «Кубке Дружбы» занял только 5-е место. Последним шансом отбора на Олимпиаду был чемпионат СНГ, где сумел занять только 3-е место. На Олимпиаду его взяли, но в качестве запасного. Уже в Барселоне он узнал, что именно ему доверяет тренер сборной Василий Алексеев, и Трегубов воспользовался своим шансом. Чемпион XXV Олимпийских Игр в Барселоне (410 кг: рывок 190 кг — олимпийский рекорд; толчок 220 кг); присвоено звание «Заслуженный мастер спорта СССР».
В 1993 г. — чемпион мира в г. Мельбурн (Австралия) — установил 2 мировых рекорда.
В 1994 г. — победитель кубка в г. Мёдлинга (Австрия), серебряный призёр чемпионата мира в г. Стамбул (Турция).
В 1995 г. — серебряный призёр кубка Мёдлинга (Австрия), где получил травму, был прооперирован.
В 1997 году спортивную карьеру завершил.
После ухода из большого спорта ему предложили возглавить областную детско-юношескую спортивную школу им. В. И. Алексеева. В течение нескольких лет он вывел школу на 5-е место среди 27 школ Ростовской области.
С 2005 г. — тренер-консультант по силовой физической подготовке в игровых командах сборных России.
В 2000 году Виктору Трегубову было присвоено звание «Почётный гражданин г. Шахты». В 2003 году имя Виктора Трегубова было внесено в книгу «Лучшие люди России».

## Семья
Жена — Трегубова Елена Ивановна, мастер спорта по художественной гимнастике, тренер. Дочь — Наталья, мастер спорта по художественной гимнастике. Сын — Виктор, занимается танцами (Hip-hop).